# بادي أوستين
بادي أوستين (بالإنجليزية: "Killer" Buddy Austin)‏ هو مصارع محترف أمريكي، ولد في 27 فبراير 1929 في لوفجوي في الولايات المتحدة، وتوفي في 13 أغسطس 1981 في سان جواكوين في الولايات المتحدة بسبب نوبة قلبية.

## روابط خارجية
- بادي أوستين على موقع CageMatch worker (الإنجليزية)
- بادي أوستين على موقع عالم المصارعة على الإنترنت (الإنجليزية)
- بادي أوستين على موقع عالم المصارعة على الإنترنت (الإنجليزية)